# 普吉航空
普吉航空是一家以泰國曼谷為基地的航空公司，成立於1999年，於2001年12月19日正式營運，經營國內和國際定期航班及國際非定期航班為主，其樞紐為曼谷國際機場和普吉國際機場，後因為歐盟把普吉航空列入禁飛名單中，使普吉航空現為一家機隊出租的公司。

## 歷史
普吉航空開始營運時只有兩架從加魯達印尼航空公司買回來的波音737-200，但其機隊陣營擴充得十分快，短期內獲得NAMC YS11、波音747-200、波音747-300，而747機隊大多是從印度尼西亞鷹航空和荷蘭皇家航空買回來的，在2004年獲得較為先進的波音757-200，然而那些飛機的實際擁有者是普吉航空創辦人、泰國商人Vikrom Aisiri。普吉航空不但經營內陸航線，更經營長途國際航線，包括莫斯科、杜拜、達卡、阿姆斯特丹、巴黎、仰光、加爾各答、首爾仁川和2004年7月1日開通的倫敦航線，另有專為遊客而設的非定期航班航線如吉隆坡、香港、上海、新加坡、台北、雅加達和馬尼拉等地。
然而，好景不常，2004年發生2004年印度洋大地震及海嘯，使泰國旅遊業大受打擊，再加上其參差的服務和老舊的機隊經營發生意外，歐盟更以安全理由把普吉航空列入為禁飛黑名單，這意味普吉航空的機隊無法進入歐洲領空，普吉航空所有歐洲航點亦都暫停。為了解決經營困難，普吉航空決定更改經營方針，把目標轉為機隊出租，而國內航線亦於2005年9月12日終止。
普吉航空的747機隊濕租給沙烏地阿拉伯航空，保養服務由法國航空工業負責。2007年3月6日，歐盟把普吉航空從禁飛名單中除名，但普吉航空仍然維持其經營模式，並沒有重新提供定期航班服務，它的747機隊只是替沙烏地阿拉伯航空經營國際航線以賺取利潤。

## 機隊
- 2架波音747-300
- 1架波音747-200